# اینک انسان (کتاب)
اینک انسان (به آلمانی: Ecce homo: Wie man wird, was man ist) نام کتابی است از نیچه که در سال ۱۸۸۸ نوشته شد اما در ۱۹۰۸ انتشار یافت. وی با نگاشتن این اثر به دلایل نگارش کتب خویش پرداخته است. این کتاب آخرین اثر نیچه به حساب آمده و در حقیقت خودنوشتی است که از روزهای پایانی زندگی اش و چگونگی وضعیت روانی وی حکایت دارد. او در این کتاب برای شکل‌گیری ذهنیتی کامل‌تر تلاش کرده است. همچنین این اثر مُهر ردی بر اتهامات ملی‌گرایانه‌ای است که سال‌ها به وی نسبت داده شد. در بخشی از این کتاب می‌خوانیم: من علیه هر آنچه که امروز اشرافیت مى‌نامند، احساس همدلى برترى‌جویانه دارم؛ حتى به این قیصر جوان آلمانی افتخار آن را هم نمى‌دهم که درشکه‌چى من باشد. 

اینک انسان تاکنون سه بار با نامهای «انسان مصلوب» (ترجمه رویا منجم)، «اینک آن انسان» (ترجمه بهروز صفدری) و «این است انسان» (ترجمه سید سعید فیروزآبادی) به فارسی برگردانده شده است.